# Miami Open 2014 - Qualificazioni singolare maschile
Le qualificazioni del singolare maschile del Miami Open 2014 sono state un torneo di tennis preliminare per accedere alla fase finale della manifestazione. I vincitori dell'ultimo turno sono entrati di diritto nel tabellone principale. In caso di ritiro di uno o più giocatori aventi diritto a questi sono subentrati i lucky loser, ossia i giocatori che hanno perso nell'ultimo turno ma che avevano una classifica più alta rispetto agli altri partecipanti che avevano comunque perso nel turno finale.

## Giocatori

### Teste di serie
1. Andrej Golubev (qualificato)
2. Somdev Devvarman (primo turno)
3. Oleksandr Nedovjesov (primo turno, ritirato)
4. Thomaz Bellucci (primo turno, ritirato)
5. Benjamin Becker (ultimo turno, Lucky loser)
6. Alex Bogomolov Jr. (qualificato)
7. Dušan Lajović (ultimo turno, Lucky loser)
8. Tobias Kamke (ultimo turno)
9. David Goffin (qualificato)
10. Víctor Estrella Burgos (ultimo turno)
11. Paolo Lorenzi (primo turno)
12. Dominic Thiem (qualificato)

1. Jack Sock (qualificato)
2. Jan-Lennard Struff (ultimo turno)
3. Lukáš Lacko (qualificato)
4. Tim Smyczek (primo turno)
5. Denis Kudla (primo turno)
6. Michael Russell (primo turno)
7. Peter Gojowczyk (primo turno)
8. Julian Reister (primo turno)
9. Jesse Huta Galung (primo turno)
10. Evgenij Donskoj (ultimo turno)
11. Aljaž Bedene (qualificato)
12. Malek Jaziri (qualificato)

### Qualificati
1. Andrej Golubev
2. Thiemo de Bakker
3. Wang Yeu-tzuoo
4. Paul-Henri Mathieu
5. Malek Jaziri
6. Alex Bogomolov Jr.

1. Lukáš Lacko
2. Aljaž Bedene
3. David Goffin
4. Jack Sock
5. Steve Johnson
6. Dominic Thiem

### Lucky loser
1. Benjamin Becker

1. Dušan Lajović

## Tabellone qualificazioni

### Legenda
| - Q = Qualificato - WC = Wild card - LL = Lucky loser | - ALT = Alternate - SE = Special Exempt - PR = Protected Ranking | - w/o = Walkover - r = Ritirato - d = Squalificato |

### Sezione 1
|  | Primo turno | Primo turno    | Primo turno    | Primo turno | Primo turno |  |  | Ultimo turno | Ultimo turno   | Ultimo turno   | Ultimo turno | Ultimo turno |  |
|  |             |                |                |             |             |  |  |              |                |                |              |              |  |
|  | 1           | Andrej Golubev | Andrej Golubev | 6           | 7           |  |  |              |                |                |              |              |  |
|  |             | Marius Copil   | Marius Copil   | 4           | 63          |  |  | 1            | Andrej Golubev | Andrej Golubev | 6            | 6            |  |
|  |             | Damir Džumhur  | Damir Džumhur  | 6           | 6           |  |  |              | Damir Džumhur  | Damir Džumhur  | 4            | 2            |  |
|  | 17          | Denis Kudla    | Denis Kudla    | 3           | 4           |  |  |              |                |                |              |              |  |

#### Sezione 2
|  | Primo turno | Primo turno      | Primo turno      | Primo turno | Primo turno |  |  | Ultimo turno | Ultimo turno     | Ultimo turno     | Ultimo turno | Ultimo turno |  |
|  |             |                  |                  |             |             |  |  |              |                  |                  |              |              |  |
|  | 2           | Somdev Devvarman | Somdev Devvarman | 64          | 1           |  |  |              |                  |                  |              |              |  |
|  |             | Thiemo de Bakker | Thiemo de Bakker | 7           | 6           |  |  |              | Thiemo de Bakker | Thiemo de Bakker | 7            | 7            |  |
|  |             | Gō Soeda         | Gō Soeda         | 3           | 4           |  |  | 22           | Evgenij Donskoj  | Evgenij Donskoj  | 64           | 65           |  |
|  | 22          | Evgenij Donskoj  | Evgenij Donskoj  | 6           | 6           |  |  |              |                  |                  |              |              |  |

#### Sezione 3
|  | Primo turno | Primo turno          | Primo turno  | Primo turno | Primo turno |  |  | Ultimo turno   | Ultimo turno   | Ultimo turno   | Ultimo turno | Ultimo turno |  |
|  |             |                      |              |             |             |  |  |                |                |                |              |              |  |
|  | 3           | Oleksandr Nedovjesov | 1            | 3           | r           |  |  |                |                |                |              |              |  |
|  |             | Wang Yeu-tzuoo       | 6            | 3           |             |  |  | Wang Yeu-tzuoo | Wang Yeu-tzuoo | Wang Yeu-tzuoo | 6            | 6            |  |
|  |             | Daniel Evans         | Daniel Evans | 6           | 6           |  |  | Daniel Evans   | Daniel Evans   | Daniel Evans   | 4            | 2            |  |
|  | 16          | Tim Smyczek          | Tim Smyczek  | 4           | 2           |  |  |                |                |                |              |              |  |

#### Sezione 4
|  | Primo turno | Primo turno        | Primo turno | Primo turno | Primo turno |  |  | Ultimo turno       | Ultimo turno       | Ultimo turno | Ultimo turno | Ultimo turno |  |
|  |             |                    |             |             |             |  |  |                    |                    |              |              |              |  |
|  | 4           | Thomaz Bellucci    | 6           | 3           | 2r          |  |  |                    |                    |              |              |              |  |
|  |             | Ruben Bemelmans    | 4           | 6           | 4           |  |  | Ruben Bemelmans    | Ruben Bemelmans    | 3            | 7            | 1            |  |
|  |             | Paul-Henri Mathieu | 6           | 4           | 6           |  |  | Paul-Henri Mathieu | Paul-Henri Mathieu | 6            | 65           | 6            |  |
|  | 21          | Jesse Huta Galung  | 4           | 6           | 4           |  |  |                    |                    |              |              |              |  |

#### Sezione 5
|  | Primo turno | Primo turno           | Primo turno           | Primo turno | Primo turno |  |  | Ultimo turno | Ultimo turno    | Ultimo turno | Ultimo turno | Ultimo turno |  |
|  |             |                       |                       |             |             |  |  |              |                 |              |              |              |  |
|  | 5           | Benjamin Becker       | Benjamin Becker       | 6           | 6           |  |  |              |                 |              |              |              |  |
|  |             | Pierre-Hugues Herbert | Pierre-Hugues Herbert | 2           | 2           |  |  | 5            | Benjamin Becker | 6            | 3            | 2            |  |
|  |             | Diego Schwartzman     | Diego Schwartzman     | 2           | 65          |  |  | 24           | Malek Jaziri    | 3            | 6            | 6            |  |
|  | 24          | Malek Jaziri          | Malek Jaziri          | 6           | 7           |  |  |              |                 |              |              |              |  |

#### Sezione 6
|  | Primo turno | Primo turno        | Primo turno        | Primo turno | Primo turno |  |  | Ultimo turno | Ultimo turno       | Ultimo turno       | Ultimo turno | Ultimo turno |  |
|  |             |                    |                    |             |             |  |  |              |                    |                    |              |              |  |
|  | 6           | Alex Bogomolov Jr. | Alex Bogomolov Jr. | 6           | 6           |  |  |              |                    |                    |              |              |  |
|  |             | Tatsuma Itō        | Tatsuma Itō        | 2           | 1           |  |  | 6            | Alex Bogomolov Jr. | Alex Bogomolov Jr. | 6            | 6            |  |
|  | WC          | Filip Krajinović   | Filip Krajinović   | 6           | 6           |  |  | WC           | Filip Krajinović   | Filip Krajinović   | 1            | 1            |  |
|  | 20          | Julian Reister     | Julian Reister     | 4           | 3           |  |  |              |                    |                    |              |              |  |

#### Sezione 7
|  | Primo turno | Primo turno       | Primo turno       | Primo turno | Primo turno |  |  | Ultimo turno | Ultimo turno  | Ultimo turno  | Ultimo turno | Ultimo turno |  |
|  |             |                   |                   |             |             |  |  |              |               |               |              |              |  |
|  | 7           | Dušan Lajović     | Dušan Lajović     | 6           | 6           |  |  |              |               |               |              |              |  |
|  |             | Ričardas Berankis | Ričardas Berankis | 2           | 3           |  |  | 7            | Dušan Lajović | Dušan Lajović | 3            | 2            |  |
|  |             | Andrej Martin     | Andrej Martin     | 3           | 2           |  |  | 15           | Lukáš Lacko   | Lukáš Lacko   | 6            | 6            |  |
|  | 15          | Lukáš Lacko       | Lukáš Lacko       | 6           | 6           |  |  |              |               |               |              |              |  |

#### Sezione 8
|  | Primo turno | Primo turno   | Primo turno   | Primo turno | Primo turno |  |  | Ultimo turno | Ultimo turno | Ultimo turno | Ultimo turno | Ultimo turno |  |
|  |             |               |               |             |             |  |  |              |              |              |              |              |  |
|  | 8           | Tobias Kamke  | Tobias Kamke  | 7           | 6           |  |  |              |              |              |              |              |  |
|  | WC          | Tarō Daniel   | Tarō Daniel   | 64          | 0           |  |  | 8            | Tobias Kamke | 3            | 6            | 4            |  |
|  |             | Wayne Odesnik | Wayne Odesnik | 4           | 5           |  |  | 23           | Aljaž Bedene | 6            | 1            | 6            |  |
|  | 23          | Aljaž Bedene  | Aljaž Bedene  | 6           | 7           |  |  |              |              |              |              |              |  |

#### Sezione 9
|  | Primo turno | Primo turno        | Primo turno        | Primo turno | Primo turno |  |  | Ultimo turno | Ultimo turno       | Ultimo turno | Ultimo turno | Ultimo turno |  |
|  |             |                    |                    |             |             |  |  |              |                    |              |              |              |  |
|  | 9           | David Goffin       | David Goffin       | 6           | 6           |  |  |              |                    |              |              |              |  |
|  | WC          | Elias Ymer         | Elias Ymer         | 4           | 1           |  |  | 9            | David Goffin       | 2            | 6            | 6            |  |
|  |             | Illja Marčenko     | Illja Marčenko     | 64          | 3           |  |  | 14           | Jan-Lennard Struff | 6            | 4            | 1            |  |
|  | 14          | Jan-Lennard Struff | Jan-Lennard Struff | 7           | 6           |  |  |              |                    |              |              |              |  |

#### Sezione 10
|  | Primo turno | Primo turno            | Primo turno            | Primo turno | Primo turno |  |  | Ultimo turno | Ultimo turno           | Ultimo turno           | Ultimo turno | Ultimo turno |  |
|  |             |                        |                        |             |             |  |  |              |                        |                        |              |              |  |
|  | 10          | Víctor Estrella Burgos | Víctor Estrella Burgos | 6           | 6           |  |  |              |                        |                        |              |              |  |
|  | WC          | Deiton Baughman        | Deiton Baughman        | 1           | 3           |  |  | 10           | Víctor Estrella Burgos | Víctor Estrella Burgos | 3            | 4            |  |
|  | WC          | Márton Fucsovics       | Márton Fucsovics       | 4           | 2           |  |  | 13           | Jack Sock              | Jack Sock              | 6            | 6            |  |
|  | 13          | Jack Sock              | Jack Sock              | 6           | 6           |  |  |              |                        |                        |              |              |  |

#### Sezione 11
|  | Primo turno | Primo turno     | Primo turno     | Primo turno | Primo turno |  |  | Ultimo turno   | Ultimo turno   | Ultimo turno   | Ultimo turno | Ultimo turno |  |
|  |             |                 |                 |             |             |  |  |                |                |                |              |              |  |
|  | 11          | Paolo Lorenzi   | Paolo Lorenzi   | 4           | 1           |  |  |                |                |                |              |              |  |
|  |             | Alex Kuznetsov  | Alex Kuznetsov  | 6           | 6           |  |  | Alex Kuznetsov | Alex Kuznetsov | Alex Kuznetsov | 3            | 3            |  |
|  |             | Steve Johnson   | Steve Johnson   | 7           | 6           |  |  | Steve Johnson  | Steve Johnson  | Steve Johnson  | 6            | 6            |  |
|  | 18          | Michael Russell | Michael Russell | 63          | 4           |  |  |                |                |                |              |              |  |

#### Sezione 12
|  | Primo turno | Primo turno     | Primo turno    | Primo turno | Primo turno |  |  | Ultimo turno | Ultimo turno   | Ultimo turno   | Ultimo turno | Ultimo turno |  |
|  |             |                 |                |             |             |  |  |              |                |                |              |              |  |
|  | 12          | Dominic Thiem   | Dominic Thiem  | 7           | 6           |  |  |              |                |                |              |              |  |
|  |             | Rhyne Williams  | Rhyne Williams | 6(1)        | 1           |  |  | 12           | Dominic Thiem  | Dominic Thiem  | 6            | 7            |  |
|  |             | Peter Polansky  | 0              | 6           | 7           |  |  |              | Peter Polansky | Peter Polansky | 3            | 5            |  |
|  | 19          | Peter Gojowczyk | 6              | 2           | 5           |  |  |              |                |                |              |              |  |